# بایرامیچ
بایرامیچ (به ترکی استانبولی: Bayramiç) شهری است در کشور ترکیه که در استان چاناق‌قلعه واقع شده‌است. جمعیت این شهر بر اساس سرشماری سال ۲۰۰۸ میلادی ۱۳٬۲۱۱ نفر و بر اساس برآوردهای سال ۲۰۰۹ میلادی ۱۳٬۲۸۸ نفر می‌باشد.